# Anna Ceresole
Anna Ceresole (nacida en 1961) es una física italiana de alta energía y Directora de Investigación en Física Teórica en el Istituto Nazionale di Fisica Nucleare (INFN). Ella se centra en la teoría cuántica de campos, la supergravedad y la supersimetría. 

## Primeros años y educación
Ceresole nació en Turín y estudió en la Universidad de Turín. Su tesis consideró la supergravedad de la teoría de Kaluza-Klein, en la que trabajó bajo la supervisión de Hermann Nicolai. Obtuvo su doctorado en la Universidad Estatal de Nueva York en Stony Brook en 1989, trabajando con Peter van Nieuwenhuizen. Ella era una becaria del programa Fulbright.

## Investigación
Ceresole se unió al Instituto de Tecnología de California en 1989, trabajando como becaria postdoctoral. Fue nombrada profesora asistente en la Universidad de Turín en 1992. En 1998 se unió al CERN como científica visitante. Fue nombrada Profesora Asociada en la Universidad Politécnica de Turín en 2003. En 2004 describió un superpotencial que admitía una clase de agujeros negros externos estables. Trabaja en la geometría especial múltiple de Kähler y en las cargas de los agujeros negros. Estudió los constituyentes de los pequeños agujeros negros y su simetría horizontal.
Posee una Subvención para Investigadores Avanzados del Consejo Europeo de Investigación, «Supersimetría, Gravedad Cuántica y Campos de Indicadores» Es coordinadora de programa «COST» de la Cooperación Europea en Ciencia y Tecnología.
En 2015 fue nombrada coordinadora del grupo teórico del «Istituto Nazionale di Fisica Nucleare». En 2017, coordinó la conferencia inaugural en el Arnold Regge Center, una colaboración entre la Universidad de Turín y la Universidad de Eastern Piedmont. Ha coordinado varias conferencias internacionales de teoría de cuerdas. Ha contribuido a muchos libros de texto importantes sobre geometría y supergravedad.